# Tinamú solitari
El tinamú solitari (Tinamus solitarius) és una espècie d'ocell de la família dels tinàmids (Tinamidae) que viu a la selva humida de les terres baixes de l'est del Brasil i est del Paraguai fins al nord-est de l'Argentina.